# Lucjan Żeligowski

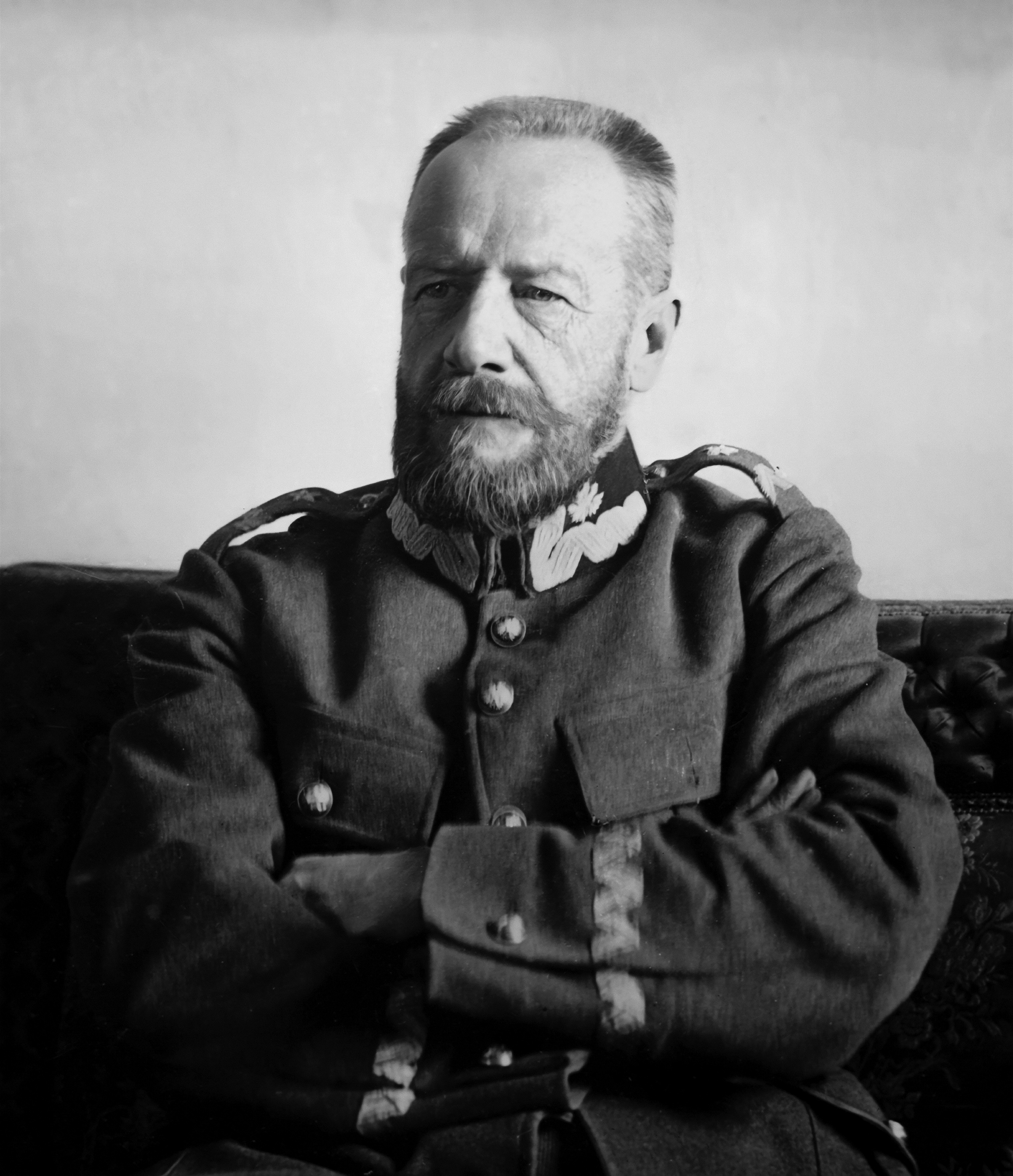
Lucjan Żeligowski.

Lucjan Żeligowski, född 17 oktober 1865 i Oszmiana i guvernementet Vilna, död 9 juli 1947 i London, var en polsk general och politiker.
Żeligowski omtalas 1918 som chef för en litauisk-belarusisk frikår i kamp mot bolsjevikerna. Han samverkade våren 1919 med franska garnisonen i Odessa vid stadens försvar mot bolsjevikerna, deltog i Odessas utrymning i april samma år och kom i december till Warszawa, där polske statschefen Józef Piłsudski införlivade hans kår som en litauisk-belarusisk division i polska reguljära armén. 
Som divisionschef deltog Żeligowski sommaren 1920 i kriget mot Ryssland och överskred vid förföljandet av den ur Polen retirerande ryska armén emot order den till demarkationslinje bestämda floden Bug. Hans division tillhörde därefter den polska armékåren Władysław Sikorski, som på hösten hotade Litauen. Två dagar sedan stillestånd mellan Polen och Litauen under bemedling av Nationernas förbund den 7 oktober ingåtts i Suwałki, besatte Żeligowski med sin division plötsligt Vilnius och proklamerade där en "oberoende republik Centrallitauen". 
Żeligowskis kupp ogillades officiellt av polska regeringen, men var i hemlighet planerad med dess gillande, och Żeligowski kvarstod som styresman över Vilniusområdet till slutet av 1921, då han själv – men inte hans trupper – återkallades, för att de val till en folkförsamling i Vilniusområdet, som han förberett till januari 1922 för dess anslutning till Polen, skulle få utseende av att vara ett otvunget uttryck för folkmeningen. Han var november 1925 till maj 1926 krigsminister i Aleksander Skrzyńskis ministär. 